# Jonathan Delaplace
Jonathan Delaplace (* 20. März 1986 in La Seyne-sur-Mer) ist ein ehemaliger französischer Fußballspieler.

## Karriere

### Anfänge in Frankreichs Amateurspielklassen und erste Profierfahrungen in Belgien
Delaplace begann seine fußballerische Laufbahn beim Hyères FC, wo er bis 2007 unter Vertrag stand. Anschließend wechselte er zu Stade Raphaëlois. Für diese debütierte er am 7. August 2009 (1. Spieltag) gegen Aviron Bayonnais in der Startformation. Am 11. Spieltag schoss er gegen Luzenac Ariège Pyrénées seine ersten beiden Tore im Erwachsenenbereich, als man 3:0 gewann. In der Saison spielte er 27 Mal für St. Raphaël, wobei er diesen einen Doppelpack schoss.
Im Sommer 2010 wechselte er in die Division 1A zum SV Zulte Waregem. Am 30. Juli 2010 gab er am ersten Spieltag gegen Standard Lüttich sein Profidebüt in der ersten belgischen Liga in der Startelf. Im letzten Saisonspiel schoss er in einer 7:1-Playoffs-Niederlage gegen den KVC Westerlo sein erstes Profitor. Bei Waregem war er Stammkraft und spielte insgesamt 30 Mal in der Saison. Auch in der Folgesaison war er gesetzt und spielte wettbewerbsübergreifend 31 Mal, wobei er zweimal treffen konnte. 2012/13 wurde er mit seinem Team Zweiter und spielte in der Spielzeit insgesamt 40 Mal.

### In der Ligue 1 mit Lille und Caen
Im Sommer 2013 wechselte er zurück nach Frankreich zum OSC Lille in die Ligue 1. Am 31. August 2013 (4. Spieltag) debütierte er beim 0:0-Unentschieden gegen Stade Rennes, als er in der letzten Minute für Rio Mavuba eingewechselt wurde. Bei einer 3:1-Auswärtsniederlage gegen Paris Saint-Germain schoss Delaplace seinen ersten Treffer im neuen Trikot. In allen Wettbewerben zusammen schoss er zwei Tore in 23 Spielen. Am 18. September 2014 debütierte er in der Europa-League-Endrunde auf internationalem Rasen gegen den FK Krasnodar. Die Spielzeit über spielte er 27 Mal in vier verschiedenen Wettbewerben.
Zur Saison 2015/16 wechselte er zum Ligakonkurrenten SM Caen. Am 8. August 2015 (1. Spieltag) debütierte er gegen Olympique Marseille, bei einem 1:0-Sieg in der Startelf. Die gesamte Saison über spielte er in 22 Ligaduellen für seinen neuen Arbeitgeber. In der Spielzeit 2016/17 war er Stammspieler und spielte 33 Mal in der Liga, wobei ihm fünf Assists gelangen. Die darauf folgende Saison über spielte er zwölf Mal in der Liga für Caen bis zur Winterpause.

### Erneuter Aufstieg mit dem FC Lorient
Im Winter 2018 wechselte er in die Ligue 2 zum FC Lorient. Bei einem 1:1-Unentschieden gegen den RC Lens wurde er kurz vor Schluss eingewechselt und gab somit sein Ligadebüt für den FCL. Bis zum Saisonende spielte er in neun Zweitligaspielen. In der Saison 2018/19 war er kein Stammspieler in Lorient und spielte nur zwölf Mal in der gesamten Saison. In der Aufstiegssaison spielte er sieben Mal und wurde mit seinem Team Meister der Ligue 2. In seiner ersten Erstligaspielzeit nach Jahren spielte er wieder öfter und kam in 18 Spielen zum Einsatz. Jedoch verließ er den Verein am Ende der Saison mit seinem Vertragsende und beendete seine aktive Karriere im Profifußball.

## Erfolge
- Belgischer Vizemeister: 2013
- Französischer Zweitligameister: 2020